# أوجاستا (ليدي جريجوري)
إيزابيلا أوجاستا، ليدى «جريجورى» (بالإنجليزية: Augusta, Lady Gregory)‏ (15 مارس، آذار، 1852 – 22 مايو، أيار، 1932)، كانت كاتبة مسرحيّة ايرلندية، خبيرة في الأساطير الشعبية – فلكوريست - ، ومديرة مسرح. شاركت في تأسيس المسرح الأدبى الايرلندى (آيرش ليترارى ثياتر) ومسرح الدير (ذا آبى ثياتر) وذلك مع كُلاً من «ويليام باتلر ييتس» و «إدوارد مارتن»، وكتبت الكثير من الأعمال القصيرة لصالح الشركتين. وانتجت عدداً من الكُتب عن القصص المُعاد حكيها والمأخوذة من الأساطير الإيرلندية. وُلِدت في طبقة مُحددة بشكل وثيق مع الحُكم البريطانى، وكان اعترافها واعتزازها بالنزعة الوطنية الثقافية، كما هو موُضّح في كتاباتها، رمزاً للعديد من الصراعات السياسية التي حدثت في ايرلندا طوال حياتها.
و تُذكر ليدى «جريجورى» اساساً لعملها وراء النهضة الأدبية الايرلندية، وكان يُعدّ منزلها الكامن بـِ (كوول بارك، كانتى جالواى) بمثابة مكان للاجتماع الهام لرواد النهضة. كما أن عملها المبكر كعضو في مجلس إدارة الدير لم يقل أهمية عن كتاباتها الابداعية في تطوير المسرح، وأُخذ شعار ليدى «جريجورى» من «أرسطو»: «أن تُفكر كرجل حكيم، ولكن أن تُعبر وكأنك الناس جميعاً».

## الحياة المُبكرة والزواج
ليدى «جريجورى» هي الابنة الصُغرى لصاحب أسرة من الانجلو- آيرش «بييرس» في «روإكسبوروو». والدتُها هي «فرانسيس بارى» وكانت مُتصلة بـِ «ستانديش أوجرادى، فريست، فايكانت جيلامور» وكانت مساحة منزل عائلتها 6000 فدان اى 24 كيلو متر مربع، ويقع فيما بين «جورت» و «لوفريا»، هذا المنزل الكبير الذي احترق خلال الحرب الأهلية الإيرلندية. تلقت ليدى«جريجورى» تعليمها في المنزل، وتأثرت مهنتها المُستقبلية بشكل قوى عن طريق حاضنة العائلة (ملحوظة: مُربية)، «مارى شيريدان»، كاثوليكية ومُتحدثة باللغة الإيرلندية الأصلية، والتي قدمت الشابة «إيزابيلا أوجاستا بييرس» لتاريخ وأساطير المنطقة المحلية.
تزوجت سير "ويليام هنرى جريجورى"، أرمل ولديه ممتلكات في "كوول بارك "، بالقُرب من (جورت، كانتى جالواى)، وذلك في 4 مارس، آذار، عام 1880، في كنيسة "سانت ماتياس" في "دابلن". وكزوجة فارس، أصبحت تُدعى بـِ "ليدى جريجورى" زتقاعد للتو سير "ويليام والذي كان يكبر زوجته بـ 35 عاماً من منصب محافظ "سيلان" (الآن سيريلانكا) بعد أن شغل سابقاً عدة دورات كعضو في البرلمان "جالواى كانتى" – أي مُقاطعة جالواى- . وكان رجلاً على مستوى عالِ من التعليم بالإضافة إلى الكثير من الاهتمامات الفنيّة والأدبية، كما يضم منزله في "كوول بارك" مكتبة كبيرة ومجموعة من الأعمال الفنية واسعة النظاق، وهو ما كانت عروسه تواقة إلى الاكتشاف ز كان لديه أيضاً منزلاً في "لندن" وقضى الزوجان قدراً كبيراً من الوقت فيه يعقدون صالون أدبى أسبوعى، والذي كان يُرتاد من قِبل الكثير من الشخصيات الأدبية والفنية الرائدة لهذا العصر، شاملاَ "روبرت براونينج"، "لورد تينسون"، "جون ايفيرت ميلاس"، و "هنرى جايمس". طفلهم الوحيد، "روبرت جريجورى"، وُلِدَ عام 1881، وقُتِلَ اثناء الخدمة كطيار في الحرب العالمية الأولى، الحدث الذي ألهم قصائد "ييتس": "آن آيرش آيرمان فورسيس هيذ ديث" – طيّار إيرلندى يتنبأ بوفاته- ، "آن ميمورى أوف ماجير روبرت جريجورى" - في ذكرى الرائد "روبرت جريجورى" - ، و "شيبهيرد آند جوثيرد".

## كتابات مُبكرة
قام الـ "جريجورس" –آل جريجورى" بالسفر إلى سيلان، الهند، إسبانيا، إيطاليا، ومصر. وحينما كانوا في مصر، قامت ليدى "جريجورى" بخيانة زوجها مع شاعر انجليزى يُسمى " ويلفريد سكون بلانت"، وكتبت خلال هذه الفترة سلسلة من قصائد الحب، "آ وومانز سونتس".
و كان أول عمل يظهر لها باسمها الحقيقى هو «آربى آند هاوس هولد» (1882)، كُتيّب كان في الأصل رسالة إلى «التايمز» دعماً لـِ «أحمد عرابى باشا»، قائداً لما عُرف بعد ذلك بثورة عُرابى، ثورة قومية مصرية ضد النظام الظالم للخديوى وللهيمنة الأوروبية على مصر. وقالت لاحقاً عن هذا الكُتيّب «مهما كان السخط السياسى والعزم قد ولِدوا معى، فربما يعود مجراهم في ذلك العام المصرى وتُبلىِ نفسها». وعلى الرغم من ذلك، وفي عام 1893، قامت بنشر «آ فانتيوم بيليجرماج» أو «هوم ريون» – حج وهمى أو خراب البيت – . كُتيّب مُعادى للقومية ضد الحُكم الثانى المُقترح لـِ «ويليام ايوارت جلادستون».
واستمرت في كتابة النثر خلال فترة زواجها. وفي شتاء عام 1883، وبينما كان زوجها في "سيلان"، عملت على سلسلة من ذكريات طفولتها بهدف نشرها تحت عنوان "آن إيمجرانتس نووت بوك"  ، ولكن تم التخلى عن هذه الخطة. وقامت بكتابة سلسلة من الكُتيبات عام 1887 سُميّت "أوفر ذا ريفير"، والتي ناشدت من خلالها للحصول على أموال لرعية "سانت ستيفنز " في ساوث وورك، جنوب " لندن ". قامت أيضاً بكتابة عدد من القصص القصيرة في عامىّ 1890 و 1891، بالرغم من أنهم لم يظهروا في الطباعة أبداً. وقد نجا أيضاً عدد من القصائد الغير منشورة من هذه الفترة. وعندما توفى سير "ويليام جريجورى" في مارس، كانون الأول، عام 1892، تابعت ليدى"جريجورى" الحِداد ثم عادت إلى "كوول بارك" حيثُ عَدلت السيرة الذاتية لزوجها، والتي قامت بنشرها عام 1894. وكتبت فيما بعد" لو أننى لم أتزوج، ما كان ينبغى لى أن أتعلم الإثراء السريع للجملة والذي يكتسبه المرء في محادثة؛ وإذا لم اترّمل، فما كنتُ لأجد استقلال الفكر، ووقت الفراغ للملاحظة اللازمة لإعطاء نظرة ثاقبة عن شخصية، للتعبير وتفسير ذلك ". الوحدة جعلتنى كاملة الغنى، كما قال "بيكين" ".

## النزعة القومية الثقافية
رحلة إلى «إينيشير» في جُزر «آران» عام 1893، أعادت إحياء اهتمام في اللغة الايرلندية  ، وفي الأساطير الشعبية في المنطقة التي عاشت فيها. وقامت بتنظيم دروس ايرلندية في المدرسة في «كوول» وبدأت بجمع الحكايات من المنطقة المُحيطة بمنزلها، وخصوصاً من سُكان إصلاحية الاحداث بمدينة «جورت». وقد أدى هذا النشاط إلى نشر عدد من المُجلدات عن مادة الأساطير الشعبية، وتتضمن «آ بوك أوف سانتس آند واندرز» (1906)، «ذا كيلتارتين هيستورى بوك» (1909)، و «ذا كيلترتين وندر بوك» (1910). وأنتجت أيضاً عدد من مجموعات الـ «كيلترتينز» وهي نُسخ من الأساطير الايرلندية. مُتضمنة «كاتشولن أون ميرانيمن» (1902), و «جادز أند فايتينج مِن» (1904) – («كيلتراتاتسيس» هو مُصطلح ليدى «جريجورى» للإنجليزية مع تركيب الغليلة الايرلندية، مبنية على لهجة مُتحدثة في «كيلتارتين»). وفي مُقدممة للسابق كتب «ييتس»: «أعتقد أن هذا الكتاب هو إضل ما خرج من ايرلندا في عهدى». وقد حاكى «جايمس جريس» هذا الزعم على سبيل السُخرية في «سيلا آند كريبدس» فصل من روايته «يوليسيس».
وبنهاية عام 1894، وجهت ليدى «جريجورى» اهتمامها لمشروع آخر مُحرر، بتشجيع من الاستقبال الإيجابى لقيامها بتحرير وتعديل السيرة الذاتية الخاصة بزوجها. وقررت إعداد مُختارات من رسائل جد سير «ويليام جريجورى»، وذلك بهدف النشر كـ «مستر جريجوريز ليتر – بوكس 1813 -30» عام 1898 . وتطلب ذلك البحث في التاريخ الايرلندى لهذه الفترة، وكانت إحدى نتائج هذا العمل هو تحول موقفها من الالتزام بحدود العمل النقابى لكتاباتها المُبكرة في «هووم روول» إلى الدعم الحاسم للقومية الايرلندية والجمهورية، وهو ما وصفته بعد ذلك بـِ «الكراهية وعدم الثقة في إنجلترا».

## تأسيس الدير

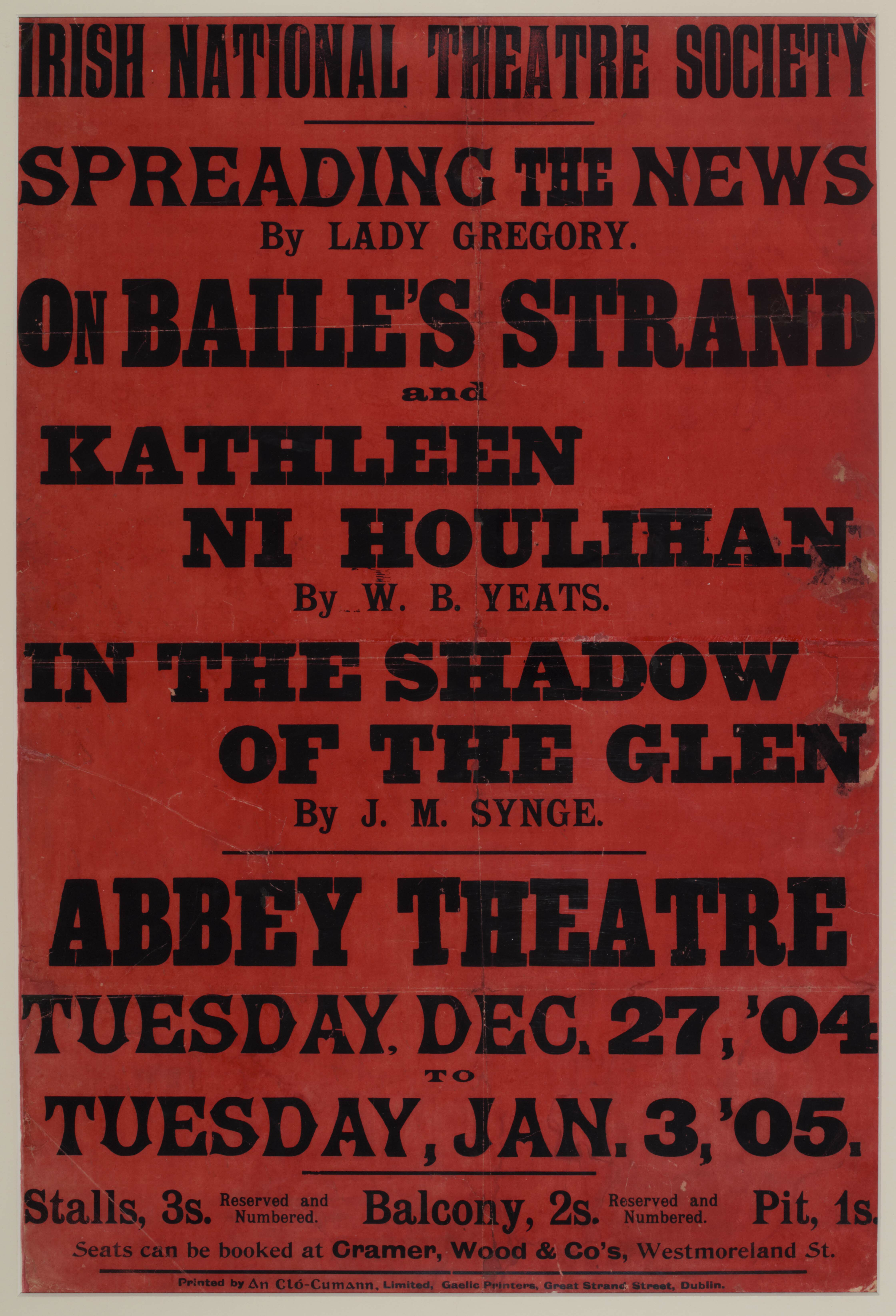
مُلصق لافتتاح مسرح الدير وُضِع من 27 ديسمبر ، كانون الأول، 1904 إلى 3 يناير ، كانون الثانى ، 1905.

«إدوارد مارتن» كان جار ليدى «جريجورى»، وكان ذلك اثناء زيارة لقلعته «توليرا»، حيث أول لقاء يجمع بينها وبين «ويليام باتلر ييتس». وقد أدت المناقشات بين ثلاثتهم في السنة التالية أو نحو ذلك إلى تأسيس المسرح الأدبى الايرلندى عام 1899. وتولت هي جمع التبرعات، وتكون أول مشروع من «ذا هيذر فيلد» لـِ «مارتن» و «ذا كانتيس كاثليين» لـِ «ييتس».
واستمر مشروع المسرح الأدبى الايرلندى حتى عام 1901 ، ولكنه انهار نتيجة لنقص الدعم المادى. وفي عام 1904، اجتمع كلاً من: ليدى «جريجورى»، «مارتن»، «ييتس»، «جون ميلينجتون سينج»، «آييه»، «آنى هورنيمان»، و «ويليام»، و «فرانك فاى» لتشكيل جمعية المسرح الوطنى الايرلندى. وانطلقت العروض الأولى التي قامت بها الجمعية في مبنى يُسمى «قاعة مولسورث».
وعندما أصبح «هيبرنيان ثياتر أوف فاريتيز» في شارع الدير السُفلى ومبنى مجاور في شارع «ماربوج» مُتاحين، وافق كلاً من «هورنيمان» و «ويليام فاى» على شراءه وإعادة تهيئته حتى يُلبى احتياجات الجمعية.
وفى مايو، ايار، عام 1904، وافقت الجمعية رسمياً على طلب «هورنيمانز» لاستخدام المبنى. حيث أنها لم تكن مُقيمة عادةً في «ايرلندا»، وقد دُفعت خطابات براءات الاختراع اللازمة بواسطتها ولكن باسم ليدى «جريجورى». وتم تأدية واحدة من مسرحياتاها في ليلة الافتتاح 27 ديسمبر، كانون الأول، 1904  وهي «سبريدينج ذا نيوز». وفي افتتاح مسرحية «سينج» بعنوان «ذا بلاى بوى اوف ذا ويسترن وورلد» في يناير، كانون الثانى، 1907، قام جزء كبير من الحشد بأعمال شغب؛ مما سبب في تأدية باقى العروض في «دامبشو».
لم تُفكر ليدى«جريجورى» ملياً في المسرحية كما فعل «ييتس»، ولكنها دافعت عن «سينج» باعتبارها مسألة مبدا. وتتلخص وجهة نظرها في القضية في رسالة إلى «ييتس» حيثُ كتبت عن أعمال الشغب: «إنه الصراع القديم، بين أولئك الذين يستخدمون فرشاة الأسنان وهؤلاء الذين لا يفعلون».

## مهنة لاحقة

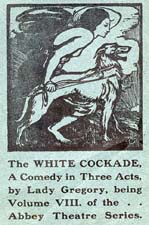
غُلاف مسرحية ليدى "جريجورى " عام 1905.

ظلت ليدى "جريجورى " مُديرة فعّالة ونشطة للمسرح حتى قادها اعتلال الصحة إلى تقاعدها عام 1928 . وخلال هذا الوقت قامت بكتابة أكثر من 19 مسرحية، أساساً للإنتاج في الدير، وتمت كتابة العديد من هذه المسرحيات في محاولة للكتابة بحروف اللهجة المُسماه بـِ " هيرنو –انجلش" المُتحدَثة حول «كوول بارك» والتي أصبحت معرفة على نطاق واسع بـِ كيلتراتنينس".
وكانت مسرحياتها من بين المسرحيات الأكثر نجاحاً في السنوات الأولى في الدير  ، ولكن بدأت شعبيتها تتراجع. وبالفعل، كتب الكاتب الايرلندى «اوليفير سانت جون جوجارتين» ذات مرة: «إن العرض الدائم لمسرحياتها أدى إلى تدمير الدير تقريباً». وبالإضافة إلى مسرحياتها، قامت بكتابة دراسة من جزئين للعادات والأغانى الشعبية لمنطقتها المحلية تُسمى «فيجينز آند بيليفز إن ذا ويست أوف آيرلند» عام 1920 . كما قامت أيضاً بلعب الدور الأساسى في ثلاثة عروض من «كاثلين ني هوليهان» عام 1919 .
وخلال فترة وجودها في مجلس إدارة الدير، ظلت «كوول بارك» منزلها وقضت وقتها في «دابلن» مُقيمة في عدد من الفنادق. وفي وقت الإحصاء الوطنى للسكان عام 1911، كمثال، كانت مُقيمة في فندق يقع في 16 شارع «ساوث فريدريك». وفيهم، أكلت بشكل مُقتصد، وفي كثير من الأحيان كانت تجلب الطعام من منزلها. وكانت كثيراً ما تستخدم غُرف فندقها لمُقابلة المسرحيين الآملين في الالتحاق بالدير وللاحتفال بالصُحبة بعد ليالى الافتتاح لمسرحيات جديدة.
و قضت العديد من أيامها في العمل على ترجماتها في «المكتبة الوطنية الايرلندية». واكتسبت سُمعة باعتبارها شخصية مُتحفظة إلى حدٍ ما. على سبيل المثال، عندما قام «دينس جونسون» بتقديم مسرحيته الأولى «شادودانص» إلى الدير، تم رفضها من قِبل ليدى «جريجورى»، وقامت بإعادتها إلى المؤلف مكتوباً على الصفحة الأولى «ذا أولد ليدى سيس نو» – أي السيدة العجوز تقول لا -  ، وقرر «جونسون» إعادة تسمية المسرحية، وتم عرض «ذا أولد ليدى سيس نو» في نهاية المطاف من قِبل «ذا جييت ثياتر» عام 1928

## التقاعُد والوفاة

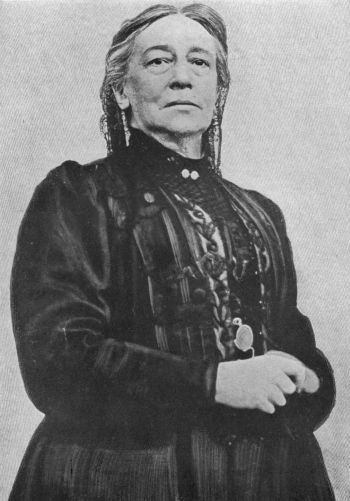
ليدى "جريجورى " في وقتٍ لاحق.

عندما تقاعدت ليدى «جريجورى» من مجلس إدارة الدير، عادت لتعيش في «جالواى» على الرغم من استمرارها في زيارة «دابلن» بانتظام .
وتم بيع المنزل والأرض المملوكة لها في "كوول بارك" إلى "هيئة الغابات الايرلندية" – آيرش فوريسترى كوميشن" عام 1927، مع الاحتفاظ بالإيجار مدى الحياة لليدى «جريجورى». وطالما كان منزلها في «جالواى» نقطة محورية للكُتّاب المرتبطين بالنهضة الأدبية الايرلندية، واستمر ذلك حتى بعد تقاعدها . وعلى شجرةِ فيما كانت أراضى المنزل المهدوم الآن، مازل بإمكان الفرد رؤية الحروف الأولى المنحوتة لـِ "سينج"، "آييه"، "ييتس" وأخوه الفنان "جاك"، "جورج موور"، "سيين أوكاسى"، "جورج برنارد شو، "كاثرين ثينان" و "فيوليت مارتن". كتب "ييتس" خمس قصائد أو وضعها عن المنزل وأراضيه . "ذا وايلد ساونس آت كوول "، " آى ووكد أمونج ذا سيفين وودز أوف كوول"، "إن ذا سيفين وودز "، كوول بارك، 1929 "، و" كوول بارك آند باليليه، 1931".
وًصِفت هذه المرأة مرة كـ «أعظم أمرأة ايرلندية على قيد الحياة». وماتت في المنزل عن عُمر ناهز 80 عاماً بسبب سرطان الثدى . ودُفِنت في «ذا نيو سيمترى» في «بوهيمور»، «كانتى جالواى». وتم بيع جميع محتويات «كوول بارك» في مزاد علنى بعد ثلاثة أشهر من وفاتها، وهُدِمَ المنزل عام 1941. وتراجعت مسرحياتها من الاستحسان بعد وفاتها، ونادراً ما تؤدىَ الآن. وتم نشر الكثير من المُذكرات التي احتظت بها لأغلب حياتها الراشدة، موفرةَ مصدر غنى للمعلومات عن التاريخ الأدبى الايرلندى خلال أول ثلاثة عقود من القرن العشرين.

## روابط خارجية
- أوجاستا، ليدي جريجوري على موقع IMDb (الإنجليزية)
- أوجاستا، ليدي جريجوري على موقع الموسوعة البريطانية (الإنجليزية)
- أوجاستا، ليدي جريجوري على موقع قاعدة بيانات برودواي على الإنترنت (الإنجليزية)
- أوجاستا، ليدي جريجوري على موقع إن إن دي بي (الإنجليزية)